# Nightlife
Nightlife is het zevende studioalbum van de Pet Shop Boys. Het album is in 1999 uitgebracht op het Parlophone label van EMI.
Nightlife kwam voort uit het werk voor de musical Closer to Heaven, die als werktitel Nightlife had. Bij het schrijven voor de musical ontstond zoveel nieuw materiaal dat besloten werd om een deel van de nummers uit te brengen als een Pet Shop Boys album. Sommige nummers zijn daadwerkelijk in Closer to Heaven te horen.
Het album kent verschillende muzikale invloeden: hard trance (For your own good, Radiophonic), dance-pop (Closer to Heaven, I don't know what you want but I can't give it anymore), disco (New York City boy) en zelfs country (You only tell me you love me when you're drunk).

## Tracks
1. For your own good (05:12)
2. Closer to Heaven (04:07)
3. I don't know what you want but I can't give it any more (05:09)
4. Happiness is an option (03:48)
5. You only tell me you love me when you're drunk (03:12)
6. Vampires (04:43)
7. Radiophonic (03:32)
8. The only one (04:21)
9. Boy strange (05:10)
10. In denial (met Kylie Minogue) (03:20)
11. New York City boy (05:16)
12. Footsteps (04:24)

## Singles
Van het album werden de volgende singles uitgebracht:
- I don't know what you want but I can't give it any more (19 juli 1999)
- New York City boy (27 september 1999)
- You only tell me you love me when you're drunk (3 januari 2000)

## Speciale uitgave
Een beperkte oplage van het album werd uitgebracht in een speciale verpakking.
In de Verenigde Staten werd Nightlife tevens uitgebracht als een limited edition dubbel-cd getiteld Nightlife Extra. De tweede CD bevatte alle B-kanten van de eerste twee singles van het album, en remixen van deze singles. Enkele tracks zijn alleen uitgebracht in de VS of op promo releases.
Tracks:
1. Ghost of myself (04:02)
2. Casting a shadow (04:36)
3. Je t'aime... moi non plus (met Sam Taylor-Wood) (04:14)
4. Silver age (03:30)
5. Screaming (04:51)
6. I don't know what you want but I can't give it any more (The Morales Remix) (07:44)
7. I don't know what you want but I can't give it any more (Thee Maddkatt Courtship 80 Witness Mix) (07:37)
8. New York City boy (The Superchumbo Uptown Mix) (09:43)
9. New York City boy (The Almighty Definitive Mix) (06:29)
10. New York City boy (The Thunderpuss 2000 Club Mix) (10:52)
11. New York City boy (The Lange Mix) (07:06)

## Trivia
- Nightlife is de enige albumtitel van de Pet Shop Boys waarvan ook een gelijknamig nummer bestaat. Dit nummer was oorspronkelijk geschreven voor de musical Closer to Heaven maar is daar uiteindelijk niet in gebruikt. Het nummer werd uitgebracht als een van de B-kanten van de single Home and dry in 2002.